# 貪食寡脂鯉
貪食寡脂鯉，為輻鰭魚綱脂鯉目脂鯉亞目脂鯉科的其中一個種，為熱帶淡水魚，分布於南美洲拉普拉塔河流域，體長可達23.8公分，棲息在底中層水域，以其他魚類為食，生活習性不明。

## 扩展阅读
- 維基物種上的相關：貪食寡脂鯉